# ジェシー・ソーレンセン
ジェシー・ソーレンセン（Jesse Ryan Sorensen、男性、1989年4月1日 - ）は、アメリカ合衆国のプロレスラー。テキサス州ケイティ出身。元TNA所属。インディーやFUWを経てTNAで活躍するも一時的に首の怪我で引退。TNA退団後レスラーとして復帰している。

## 来歴
2008年にデビュー。テキサスのあらゆるインディー団体にライアン・ソーレンセン（Ryan Sorensen）の名前で出場して経験を積み、キャリア初期を過ごした。

### FUW（2011-2012）
2011年の3月15日にライアン・ソーレンセンのリングネームでフロリダ・アンダーグラウンド・レスリング（Florida Underground Wrestling）に出場し、ダミアン・エンジェルを相手にデビュー。ダミアン・エンジェルとのデビュー戦は負けてしまうが数日後にリマッチを行い勝利している。
5月中にはFUWのシングル王座であるFUWヘビー級王座への挑戦権を獲得するための25人タッグに出場するも、挑戦権を獲得できなかった。だが後日、同団体の別のタイトルであるFUWフラッシュ王座が空位になったため、ディーロ・ジョーダンと対戦して勝利し、FUWに参戦してから初じめてタイトルを獲得するも一週間後にはタイトルを失っている。
ソーレンセンはニック・フェイムとタッグを組み、ハンクス・イン・トランクス（Hunks In Trunks）というタッグ名で活動し始め、ダコタ・ダーソー、ケネディ・ケンドリック組とビッフ・スレイター、ラルフ・モスカに勝利してFUWタッグ王座を獲得した。しばらくして王座から陥落しニック・フェイムとストリート形式で対戦し、TNAへ移籍するためFUWとインディー団体から撤退する。

### TNA（2011-2013）
2011年の7月7日の通常放送でTNAに初参戦。7月のディヴィジョンXの決勝で勝利するとTNAと契約ができるXディビジョン・ショーケース・トーナメント予選に出場、ジャック・エヴァンス、アンソニー・ニースと3wayマッチを行なうも敗北してしまう。8月11日のTNAのバックステージに現れ、18日にTNAと契約した。その午後の通常放送でXディビジョンを賭けたガットレンチ・マッチに出場した。アンソニー・ニース、ジーマ・アイオン、キッド・キャッシュを退け、オースチン・エイリースと最後まで残ったが、脱落したキャッシュに乱入された上にマネー・メーカー（ダブルアーム式パイルドライバーを決められ、エイリースに垂直落下式ブレーンバスターを決められ負けてしまう。
翌週にキャッシュとシングルマッチを行なうもタイツを掴んだ丸め込みで負けてしまう。その翌週にブライアン・ケンドリックとタッグを組み、キャッシュとオースチン・エイリースと対戦するもソーレンセンがキャッシュにフォールされて負けてしまう。
9月のNo Surrenderでソーレンセンはキャッシュを破り、Xディヴィジョン王座の候補に上がった。22日の通常放送でエイリースとタイトルマッチをするもキャッシュの乱入により負けてしまう。11月3日の通常放送でノンタイトルマッチでエイリースと対戦するも再びキャッシュの乱入により負けてしまう。11月13日のTurning PointでXディヴィジョン王座を賭けてエイリースとキャッシュの3wayマッチを行ない、善戦するも負けてしまう。
2012年1月8日のGenesisでXディヴィジョン王座を賭け、エイリース、ジーマ・アイオン、キャッシュで4wayマッチに参加し、最後まで残るも先に負けたジーマの介入によりタイトル奪取にはならなかった。
2月のAgainst All Oddsでジーマ・アイオンと対戦するが、ジーマのムーンサルト・アタックを食らってしまい、リングアウト負けしてしまう。後日、ソーレンセンはジーマのムーンサルト・アタックを顔に受けた際に負傷してしまい、精密検査の結果、頚椎骨折と頚椎浮腫になってしまい、完全に怪我から回復するためには1年かかると診断されてしまった。
11月にある程度回復したとしてリングへの復帰が発表されたが、それ以降1度もリングで試合をすることなく2013年6月にTNAのロスターページからプロフィールが消され、実質引退扱いとなった。バックステージで仕事をしていたが、7月にレスラーへの復帰を理由に退団が発表された。

### 復帰、インディー（2013-現在）
TNA退団後すぐにFUWに復帰。復帰戦でニック・フェイムと組みエンジェル・サントスとMDKをタッグ・マッチで破っている。その後FUWに継続参戦し、10月にはリング・ウォーリアーズ（Ring Warriors）やROHのPPVにも参戦していた。

## 得意技
- ローン・スター・プレス
- ドラゴンスリーパーの体勢から相手の体を反転させてフェイスバスターで叩きつける。現在のフィニッシャー
- 滞空式リフティング・リバースDDT
- ダイビング・クロス・ボディ
- ドロップキック
- ランニング式スインキング・ネックブリーカー

## 獲得タイトル
FUW(Florida Underground Wrestling)
- FUWフラッシュ王座：1回
- FUWタッグ･チーム王座：1回　（w/ニック・フェイム）